# 安德鲁·史密斯 (羽毛球运动员)
安德鲁·史密斯（Andrew Smith，1984年6月3日—）生于朴次茅斯，英格兰羽毛球运动员。

## 生涯
他赢得了2004年新西兰国际赛冠军，在澳大利亚国际公开赛中夺得了2004年和2005年的冠军，在2006年她还赢得了克罗地亚国际赛和越南公开赛冠军。2008年，他进入了印度公开赛8强和新加坡超级系列赛半决赛。
史密斯参加了2006年世界羽毛球锦标赛，首轮21-15, 21-13击败巴勃罗·阿维安，第二轮19-21, 13-21输给了印尼的索尼·昆科罗。
尽管他世界排名达到了17位，但是他没有参加2007年在曼彻斯特举行的英国全国羽毛球锦标赛。他代表英国参加了北京奥运会羽毛球男子单打比赛，在32强战中输给了德国的马克·茨维布勒。

## 主要比賽成績
只列出曾進入準決賽的國際賽事成績：
| 年份   | 賽事                   | 公開賽級別 | 項目     | 成績   |
| ------ | ---------------------- | ---------- | -------- | ------ |
| 2004年 | 紐西蘭羽毛球公開賽     |            | 男子單打 | 冠軍   |
| 2006年 | 越南羽毛球公開賽       |            | 男子單打 | 冠軍   |
| 2008年 | 印度羽毛球黃金大獎賽   | 黃金大獎賽 | 男子單打 | 準決賽 |
| 2008年 | 新加坡羽毛球超級賽     | 超級賽     | 男子單打 | 準決賽 |
| 2012年 | 克羅地亞羽毛球國際賽   | 國際系列賽 | 男子單打 | 準決賽 |
| 2012年 | 斯洛文尼亞羽毛球國際賽 | 國際系列賽 | 男子單打 | 冠軍   |
| 2012年 | 瑞士羽毛球國際賽       | 國際挑戰賽 | 男子單打 | 準決賽 |
| 2012年 | 冰島羽毛球國際賽       | 國際系列賽 | 男子單打 | 準決賽 |
| 2013年 | 塞浦路斯羽毛球國際賽   | 國際系列賽 | 男子單打 | 亞軍   |
| 2013年 | 愛沙尼亞羽毛球國際賽   | 國際系列賽 | 男子單打 | 準決賽 |
| 2014年 | 斯洛文尼亞羽毛球國際賽 | 國際系列賽 | 男子單打 | 準決賽 |
| 2014年 | 新加坡羽毛球國際系列賽 | 國際系列賽 | 男子單打 | 準決賽 |
| 2014年 | 悉尼羽毛球國際賽       | 國際挑戰賽 | 男子單打 | 準決賽 |

| 2007-2017年 | 首要超級賽 | 超級賽 | 黃金大獎賽 | 大獎賽 | 國際挑戰賽 | 國際系列賽 | 未來系列賽 | 其他 |

| 2018-2026年 | 總決賽 | 超級1000賽 | 超級750賽 | 超級500賽 | 超級300賽 | 超級100賽 | 國際挑戰賽 | 國際系列賽 | 未來系列賽 | 其他 |

### 奧運會和世錦賽參賽紀錄
|          | 2003 | 2004 | 2005 | 2006 | 2007 | 2008 | 2009        |
| -------- | ---- | ---- | ---- | ---- | ---- | ---- | ----------- |
| 男子單打 | 64強 | －   | 64強 | 32強 | 64強 | 32強 | 64強 (退賽) |